# فتحة عددية

الفتحة العددية لعدسة لها نقطة محورية P ,ويبين الانكسار خلال الأوساط المختلفة حيث الرمز n يعبر عن الأوساط المختلفة

الفُتحة العددية (بالإنجليزية: The Numerical Aperture) اختصارها (NA) هي مقياس لحجم مخروط الضوء الذي ينشأ عند المرور من العدسة الشيئية، الذي حُصِلَ عليه من المعادلة الآتية:
{\displaystyle \mathrm {NA} =n\sin \mathbf {AA/2} ,}
حيث إنَّ n: معاملُ انكسار الوسَط بين العدسة الشيئية والشريحة المفحوصة، وAA: الفُتحة الزاوية.

## الفُتحة الزاوية
الفُتحة الزاوية (بالإنجليزية: Anguler apertre) هي الزاوية المحصورة بين الشعاعين اللذين يمران خلال الشئيئة بأقصى زاوية ميل (إلى الخارج)، ويرمز لها بالرمز AA.
وعموما كلما زاد البعد البؤري للعدسة الشيئية، كلما قلت قوتها على التكبير، وصغرت فتحتها الزاوية.
وتظهر أهمية المعادلة السابقة عند استعمال شيئية مغمورة في الزيت، ففي الحالات التي تتطلب الحصول على قوة تكبير عالية جدا، فإنه يمكن زيادة قوة تحليل العدسة الشيئية بإحلال طبقة رقيقة من سائل (أنواع مختلفة من الزيوت) محل الهواء في الفراغ الموجود بين الجسم الذي يراد تكبيرة وبين الشيئية، وذلك نظرا لأن معامل انكسار السائل الزيتي المستخدم يكون أكبرى من معامل انكسار الهواء؛ متقاربان جدا في بناء جسم ما، ومنفصلان انفصالا واضحا في الصورة الناتجة.
إن حدود limits أو مدى التحليل (d) هو أصغر مسافة بين نقطتين يمكنها تميزهما. الحد الأدنى للتحليل يعني أن العدسة لها قوة تحليل عالية. الحد النظري للتحليل يمكن حسابه من خلال المعادلة (d=λ/2NA) حيث أن λ هي طول الموجة الضوئية. ويمكن ملاحظة أن (كلما زادت الفتحة العددية، فإن التحليل يقل، وبالتالي تزيد قوة تحليل العدسة.
ومن الناحية العلمية فقط، فإن الفتحات العددية العالية تكون لها عدسات ذات تكبير عالٍ. إذا كان الوسط بين العدسات والجسم المراد فحصه هو الهواء، فإن معامل انكساره يساوي 1، وبالتالي فإن الفتحة العددية من المعادلة لا يمكن أن تزيد عن 1. علمياً، الفتحة العددية NA لا يمكن أن تتعدى 0.95 لأن الفتحة الزاوية يجب أن تكون أقل من 180 درجة.

## التعريف الإصطلاحي

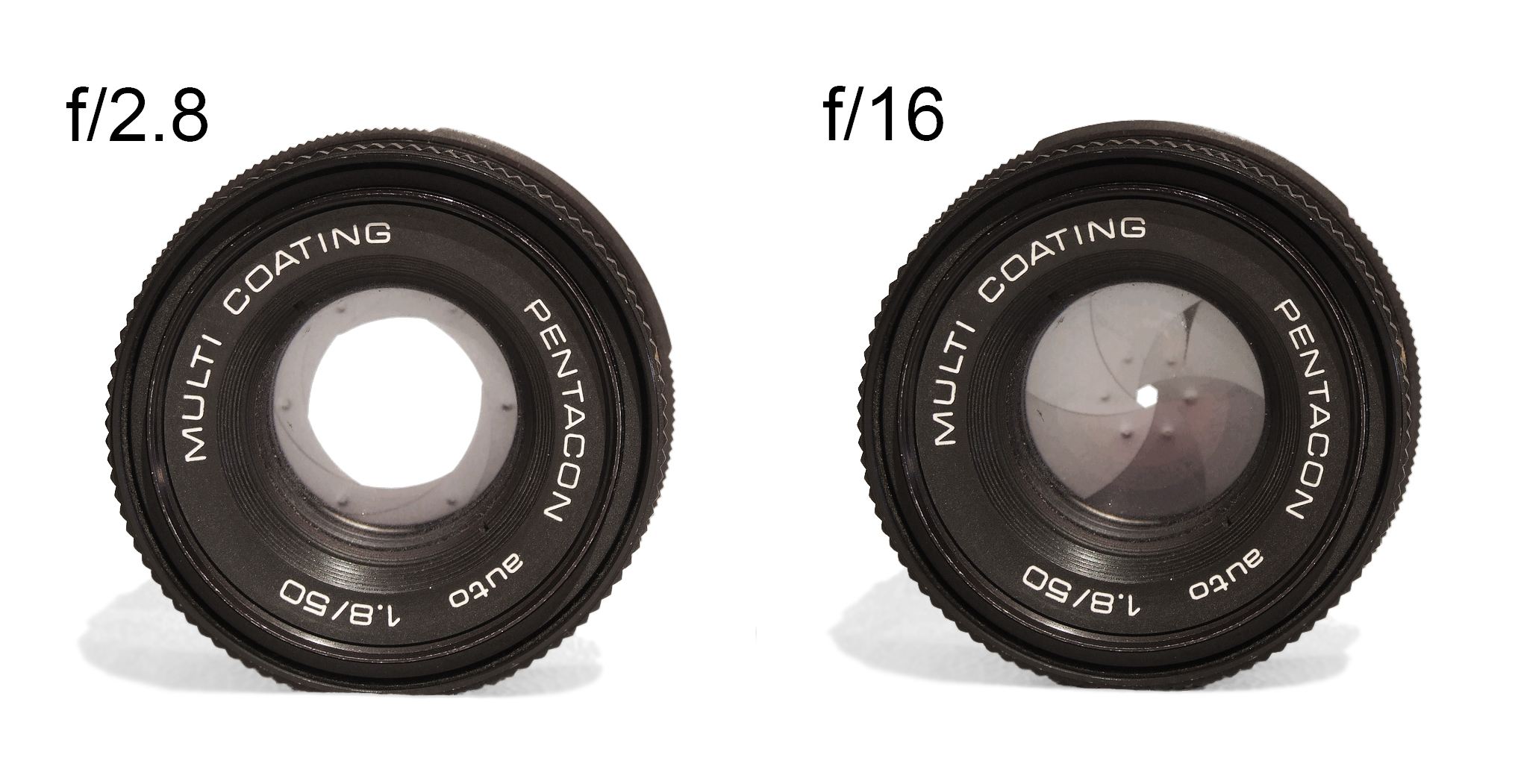
(1) فتحة واسعة، (2) قتحة ضيقة

فتحة العدسة أو الحدقة (بالإنجليزية: Aperture) وهي فتحة داخل عدسة الكاميرا يمكن التحكم بها بتضييقها أو فتحها للحصول على كمية الضوء المناسبة أو ما يسمى بالتعريض المناسب فكل ما كانت العدسة مفتوحة أو واسعة كل ما كانت كمية الضوء الداخلة أكثر والعكس الصحيح. وللحصول على التعريض المناسب يجب الموازنة بين مقدار فتحة العدسة وسرعة الغالق.
يكون لكل عدسة مدمجة أو عدسات متغيرة لكاميرات الDSLR-SLR قطر لفتحة العدسة معروف ويتم الإشارة له برمز الF-Number ويرمز إليها ب الرقم/F، وفتحات العدسة المتعارف عليها في معظم الكاميرات تقع ما بين F/2 و F/16 ولكن هذا لا يمنع وجود عدسات بفتحات أكبر أو اقل مثل F/1.4 أو F/22 الخ.
- فتحة العدسة واسعة: من F/0.95 إلى F/5.6 أو قريب من هذا الرقم
- فتحة العدسة ضيقة: من F/8 إلى F/22 أو فيما فوق.

### التحكم في فتحة العدسة بالكاميرا
و كما قلنا ان كل العدسات لها فتحات معينه وتسمح كاميرات ال DSLR وبعض كاميرات ذات العدسة المدمجه مثل كاميرات السوبر زووم في التحكم في فتحه العدسة بما يناسب موضوع التصوير للحصول على تعريض مناسب، ولفتحه العدسة علاقه قويه بينها وبين سرعة الغالق وال ISO للحصول علي التعريض المناسب، فمثلا السرعات البطيئة لسرعة الغالق تقلل الوقت الذي يتم فيه ادخال كمية من الضوء إلى حساس الكاميرا أو فيلم الكاميرا وبالتالي يحتاج التعريض إلى فتحه عدسه كبيرة و ISO مرتفع للحصول علي كمية ضوء مناسبه وتعويض وقت التعريض القليل، والعكس في سرعات الغالق السريعة.
و يتم التحكم في فتحه العدسة عن طريق الوضع اليدوي في الكاميرا ويشار اليه بحرف ال M أو وضع التحكم في فتحه العدسة ويشار اليه في الكاميرا بحرف الP أو Av.

### قياس فتحة العدسة
تقاس فتحة العدسة بالأرقام التالية:
1.4 – 2.8 – 3.5 – 5.6 – 8.0 – 11 – 16 – 22
ستلاحظ أن هناك أرقاماً بين الأرقام المذكورة، هي أرقام تعطينا نصف أو ربع فتحة مثال :
عندما تنتقل من 11 إلى 8 تسمي ذلك فتحة كاملة Stop أما من 5.6 إلى 5 فهي ربع فتحة، وكل وقفه هي ضعف أو نصف مقدار الرقم التالي أو السابق، فمثلا : الرقم f/5.6 تعطي ضعف كمية الضوء التي يعطيها الرقم f/8، وفي نفس الوقت يسمح
بدخول نصف كمية الضوء التي يعطيها الرقم f/4.
كلما كان الرقم صغيراً كانت فتحة العدسة كبيرة والعكس صحيح، فمثلاً العدسة 2.8 F ذات فتحة أكبر من العدسة 22 F.
كلما قل الرقم ازداد اتساع فتحة العدسة ؛لأن 2.8 تعني 1/2.8 من حجم العدسة الحقيقي، في حين 22 تعني 1/22 من حجم العدسة الحقيقي.

### فتحة العدسةوتصوير الطبيعة
هنالك اعتقاد خاطئ عند المصورين بأنه كل ما كانت فتحة العدسة أكبر قيمة (أصغر فتحة) مثل F\22 كانت الصورة أكثر حدة ولذلك فإن مصوري الطبيعة يستخدمون فتحات عدسة ضيقة، فقد يستخدم البعض أضيق فتحة عدسة لدية اعتقاداً بأن الصورة سوف تصبح أكثر حدة.
لكن الصحيح أن كل ما ضيقنا فتحة العدسة حصلنا على عمق ميدان أكبر وليس على أكثر حدة، ولنحصل على أفضل حدة في الصورة هنالك ما يعرف بالمنطقة الحلوة في العدسة وهي أفضل حدة قد تصنعها العدسة وتكون المنطقة الحلوة في أغلب الأحيان في عدسة F\8-F\22 وهي تقريباً F\8 أو F11 ، وبلأرجح لو تسأل أغلب المصورين لقال فتحة عدسة F\22 هي أكثر فتحة عدسة حدة في هذه العدسة وهذا مفهوم خاطئ،
فلو صورنا منظرا بفتحة عدسة اقل أو أكثر من المنطقة الحلوة لن تحصل على أفضل حدة..
وفي نهاية الأمر أن تضييق فتحة العدسة لا يعني دائما حدة أكثر بل الاصح كل ما ضيقنا فتحة العدسة حصلنا على عمق ميدان واسع.

### الفائدة من التحكم بفتحة العدسة
التحكم في كمية الإضاءة الداخلة للكاميرا، فهي تشبه بؤبؤة العين تكبر عندما تكون الإضاءة ضعيفة وتصغر عندما تكون الإضاءة قوية.
- التحكم في عمق الميدان.
- التحكم في حدة الصورة، فعند استخدام عدسة ضيقة مثلاً 22 ستنتج لنا صورة حادة التفاصيل (sharp) ,بينما تقل هذه الحدة إلى أن تصبح شبه مطموسة في الأطراف (blurred) عند الفتحة 2.8 .
- عزل الموضوع عن الخلفية أو دمجهما معاً ,فعند استخدام فتحة عدسة كبيرة (2.8 مثلا) تجد أن الموضوع في مقدمة الصورة واضح المعالم والتفاصيل، في حين تجد الخلفية شبه مطموسة، ولذلك يكثر استخدام الفتحات الكبيرة لتصوير البورتريهات، أما عند استخدام فتحة عدسة ضيقة (22 مثلا) فسيكون الموضوع الرئيسي واضحاً والخلفية أيضاً شبه واضحة.